# Vicenç Falcó Conill
Vicenç Falcó Conill (Banyoles, novembre de 1654 - Besalú, febrer de 1713) va ser un escultor, fou l'autor del retaule de la Mare de Déu dels Dolors de l'església parroquial de Sant Vicenç de Besalú.
Fill de Pau Falcó notari públic de Banyoles i de l'olotina Marianna Conill Alzina, amb qui s'havia casat el 28 de gener de 1651. El seu avi patern, Vicenç Falcó, n'era el notari de Castelló d'Empúries, el seu oncle matern, fra Dionís Conill Alzina, prior del convent dels carmelites d'Olot entre 1671 i 1674. El seu germà, Miquel Falcó Conill (1660-1710), doctor en drets i jutge de la cort reial de la vila i vegueria de Besalú. L'edific d'Olot de Can Gabriel era el casal familiar de l'escultor banyolí.
Pels anys 1704 a 1710 va residir a la ciutat de Girona. Apareix com a testimoni testamentari d'Antoni Barnoia, mort l'any 1704 a Girona, el qual que també fou escultor.
El seu cos fou inhumat a l'església parroquial de Besalú. Al difunt Vicenç Falcó el succeí un fill, també escultor, de nom Miquel (fillol del jutge de Besalú), el qual pel febrer de 1714, en concepte d'hereu del pare, firma àpoca o rebut, de preu 500 lliures, per raó del retaule.

## Obres
- Retaule de fusta policromada de l'església de Sant Iscle i Santa Victòria de Bàscara, bastit l'any 1696 juntament amb els gironins Mateu Solivera i Jaume Timó.[4]
- Retaule de la Mare de Déu dels Dolors de l'església parroquial de Sant Vicenç de Besalú.